# Agbokou Odo
Agbokou Odo est un quartier du 2eme arrondissement de la commune de Porto-Novo localisé dans le département de l'Ouémé au sud-est du Bénin.

## Histoire
Agbokou Odo devient officiellement un quartier du 2eme arrondissement de la commune de Porto-Novo le 06mars 2015 à la suite de la loi N°2015-01 modifiant et complétant la loi N°2013-05 du 27mai 2013 portant création, organisation, attribution et fonctionnement des unités administratives locales en république du Benin.

## Population
Selon le recensement général de la population et de l'habitation de 2013 conduit par l'institut national de la statistique et de l'analyse économique (INSAE), Agbokou Odo compte 750 ménages et 3153 habitants.